# آدوسوپین
آدوسوپین(به انگلیسی: Adosopine) یک داروی دی‌بنزوآزپین است که برای درمان بی‌اختیاری ادرار مورد مطالعه قرار گرفته است.